# Hervías
Hervías település Spanyolországban, La Rioja autonóm közösségben. Hervías Bañares, Alesanco, Cidamón, Azofra és Cirueña községekkel határos. Lakosainak száma 137 fő (2024).

## Népesség
A település népessége az elmúlt években az alábbi módon változott:
| Lakosok száma | 171  | 136  | 151  | 160  | 142  | 129  | 118  | 121  | 127  | 137  |
|               | 2001 | 2004 | 2007 | 2009 | 2012 | 2014 | 2017 | 2019 | 2022 | 2024 |